# Carte de visite

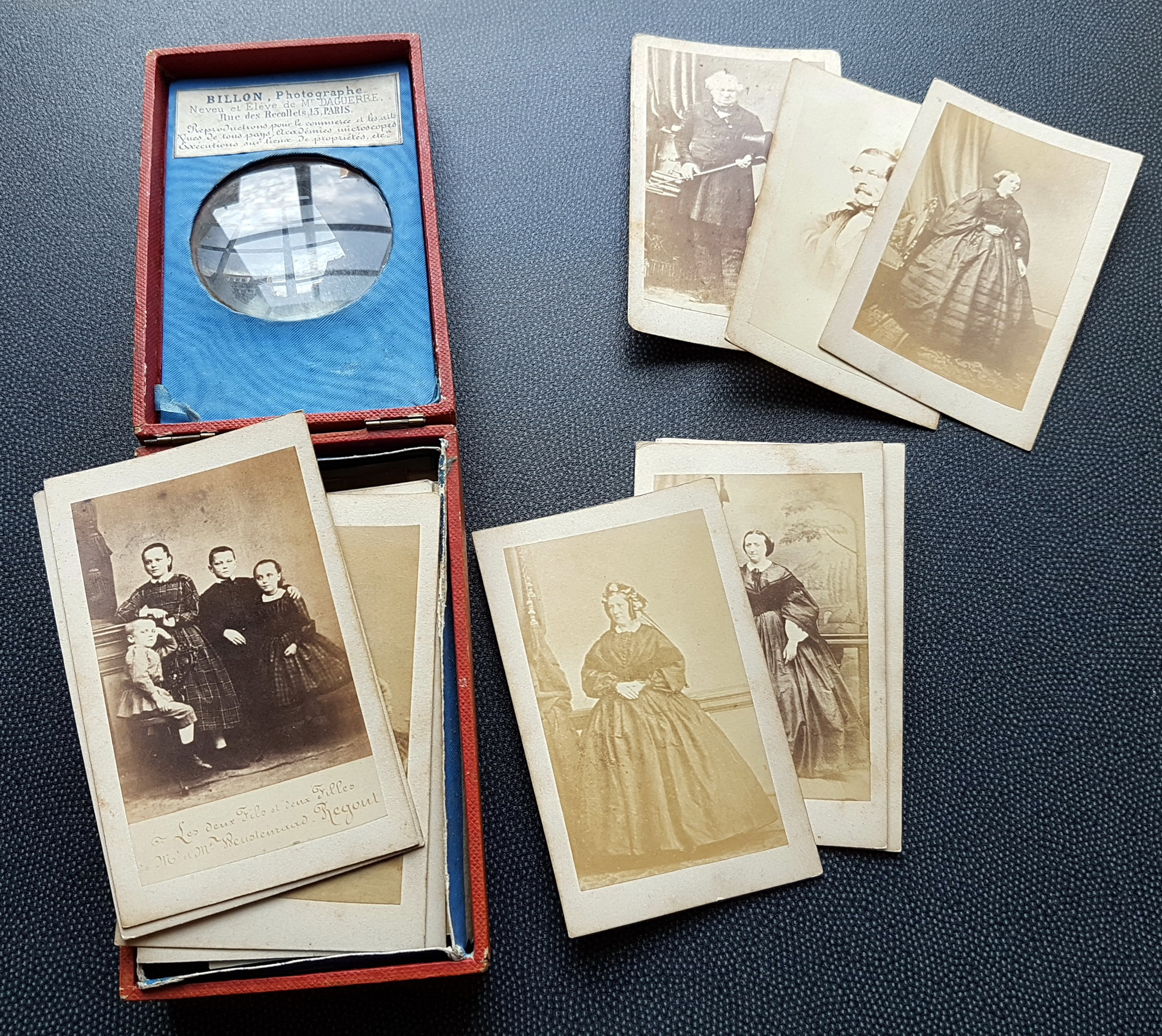
Doosje met cartes de visite van leden van de familie Regout, ca. 1865 (HCL Maastricht)

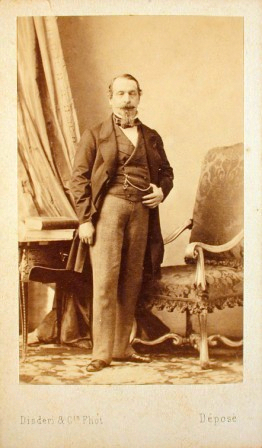
Carte de visite van Napoleon III uit 1859 door André Disdéri

De carte de visite is een type foto van klein formaat, dat vooral in de 19e eeuw werd gebruikt.
De Fransman André Disdéri verkreeg in 1854 het patent voor de carte de visite. Cartes de visite waren een soort kartonnen visitekaartjes, waarop een albuminen foto, meestal een portret, werd afgedrukt. Ze hebben een grootte van ca. 6 × 8,5 centimeter. Ze waren vooral bestemd voor privégebruik, al werden er ook cartes de visite verkocht van het koninklijk huis en is van de Amerikaanse Sojourner Truth bekend dat zij de kaartjes verkocht om geld in te zamelen.
Een bekend Nederlands carte de visite-fotograaf was Israël Kiek, aan wie het begrip Kiekje te danken is. Tegen de Eerste Wereldoorlog liep de vraag naar cartes de visite terug, onder andere door de toenemende concurrentie en de opkomst van andere vormen van fotografie.

## Afbeeldingen

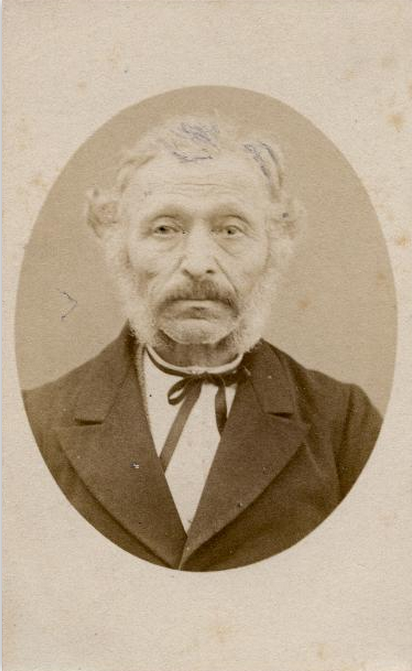
Fotograaf Israël Kiek
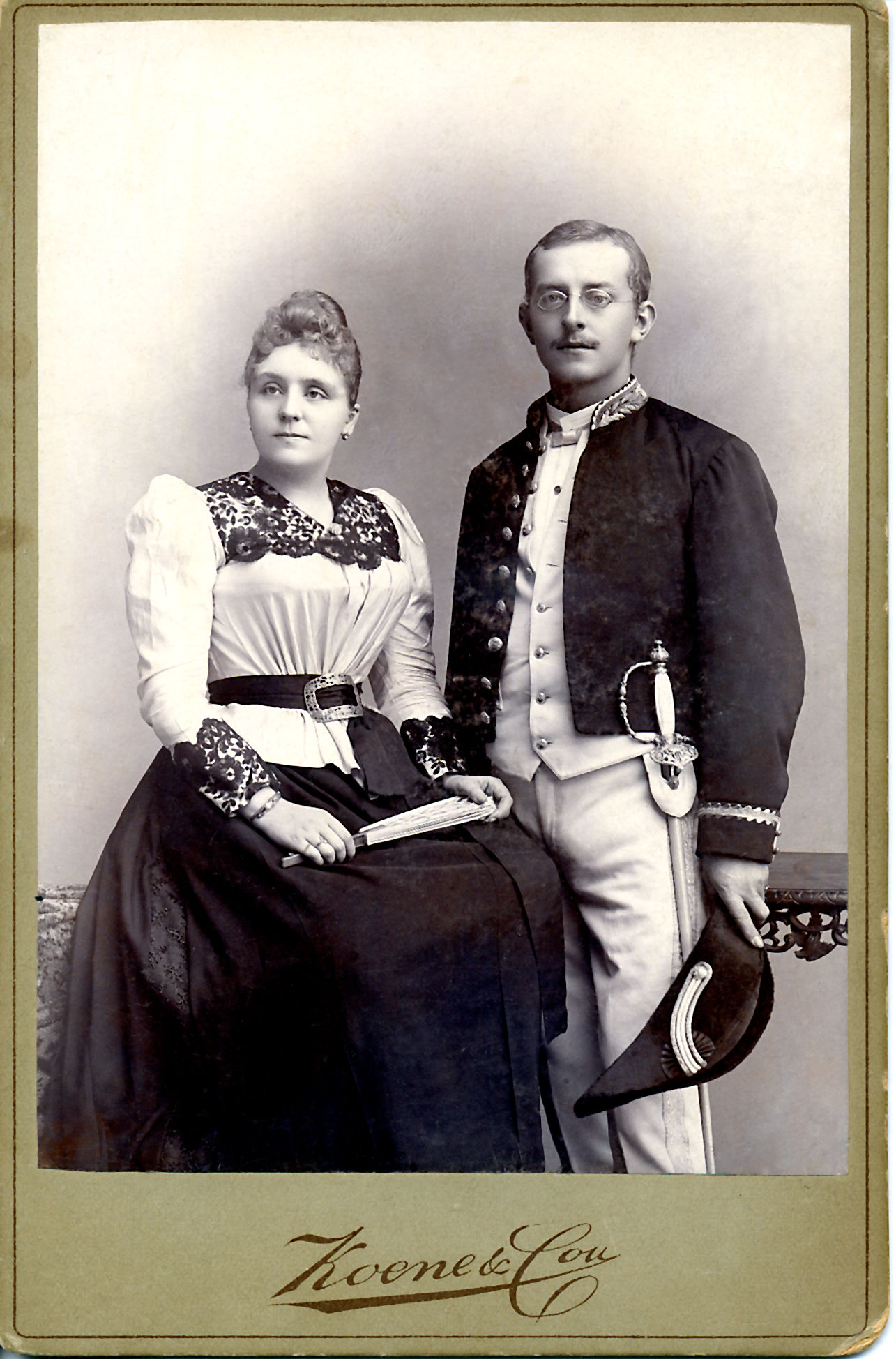
Willem Diederik van Drunen Littel en echtgenote (1890)
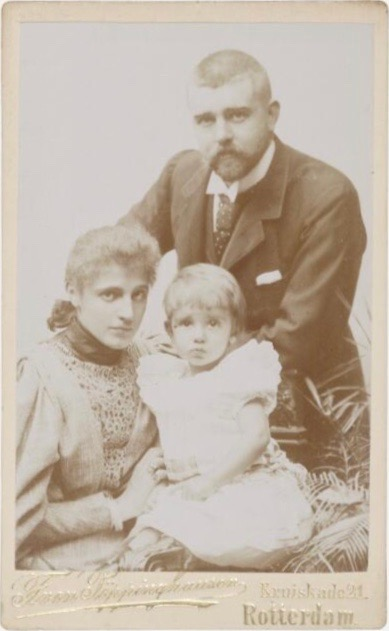
Wijnhandelaar Hendrik Theodorus Wilkens (1863-1929) en zijn gezin
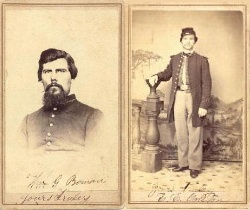
Cartes de visite van soldaten uit de Amerikaanse Burgeroorlog